# Characteres Generum Plantarum
Characteres Generum Plantarum (abreviado Char. Gen. Pl.) fue un libro con ilustraciones y descripciones botánicas que fue escrito conjuntamente por Johann Reinhold Forster y su hijo Georg Forster. Las especies botánicas fueron recolectadas por Georg y por Anders Sparrman, un estudiante de Carlos Linneo que había sido contratado como asistente por Reinhold Forster.
Fue publicado en Londres en el año 1775 con el nombre de Characteres Generum Plantarum:quas in itinere ad insulas maris Australis, collegerunt, descripserunt, delinearunt, annis 1772-1775.
El libro comienza con una introducción, dedicándolo al rey Jorge III, explica el contexto del viaje y describe los métodos utilizados y las conribuciones de Reinhold, de Georg, y de Sparrman. También contiene una disculpa por contener sólo 75 géneros.